# PostgreSQL
PostgreSQL er en fri objekt-relationel database server (database administrationssystem), udgivet under en fleksibel BSD licens. Den er et alternativ til andre open-source database systemer (som fx Ingres, MySQL og Firebird), ligeså til de proprietære systemer som fx Oracle, Sybase, IBMs DB2 og Microsoft SQL Server.
I stil med andre open-source projekter som fx Apache, Linux, og MediaWiki er PostgreSQL ikke kontrolleret af et enkelt firma, men er afhængig af et globalt netværk af udviklere og firmaer som bistår med udvikling.

## Introduktion & historie for PostgreSQL
PostgreSQL blev i 1986 påbegyndt som Postgres af Michael Stonebraker på Berkeley universitet i Californien. Postgres er tænkt som en efterfølger til Ingres. Postgres havde ikke SQL understøttelse de første mange år, men benyttede i stedet et internt forespørgelsessprog kaldet POSTQUEL. I 1995 blev POSTQUEL erstattet med SQL af Ph.D. studerende Andrew Yu & Jolly Chen. Med SQL understøttelse blev Postgres omdøbt til Postgres95.
I 1996 blev postgres95 open source, hvilket resulterede i en lang række stabilitets-, feature- og performance-forbedringer. Postgres95 skiftede igen navn, nu til PostgreSQL. Grundet den store mængde arbejde, der allerede var lagt i PostgreSQL besluttede man at første version af PostgreSQL blev 6.0.
I dag (2006) er PostgreSQL den mest avancerede open source database og tilbyder stor stabilitet, høj ydelse og meget mere.

## Portabilitet
PostgreSQL fås til en lang række operativsystemer, heriblandt Linux, UNIX (AIX, BSD, HP-UX, SGI IRIX, Mac OS X, Solaris, Tru64), og Windows. En stor mængde af kerneudviklerne benytter linux som udviklingsplatform, hvormed udviklingsversionen ikke altid er garanteret funktionel på andre operativsystemer. Dog kan det forventes at forskellene til andre unix systemer er minimale.
PostgreSQL har række native bindinger til en række programmeringssprog, heriblandt: C/C++, Java, Perl, Python, Ruby, Tcl og ODBC.
| Software | Spire Denne artikel om software og programmering er en spire som bør udbygges. Du er velkommen til at hjælpe Wikipedia ved at udvide den. |